# 49-40 v.Chr.
De jaren 49-40 v.Chr. (van de christelijke jaartelling) zijn een decennium in de 1e eeuw v.Chr..

## Belangrijke gebeurtenissen

### Romeinse Rijk
- 49-45 v.Chr. : Burgeroorlog tussen Pompeius en Caesar
- 48 v.Chr. : Slag bij Pharsalus. Pompeius verliest de slag en vlucht naar Egypte, waar hij wordt vermoord.
- 47 v.Chr. : Slag bij de Nijl. Farao Ptolemaeus XIII Theos Philopator sneuvelt, Cleopatra VII, met steun van Julius Caesar, bestijgt de Egyptische troon.
- 46 v.Chr. : Slag bij Thapsus. Caesar verslaat de volgers van Pompeius, de Optimates.
- 45 v.Chr. : Slag bij Munda. Ultieme overwinning van Caesar, Gnaeus Pompeius Magnus minor, de zoon van Pompeius, wordt geëxecuteerd.
- 44 v.Chr. : Julius Caesar wordt vermoord.
- 43-33 v.Chr. : Tweede triumviraat regeert de Romeinse Republiek.
- 42 v.Chr. : Slag bij Philippi. De moordenaars van Caesar, Brutus en Cassius zijn uitgeschakeld.
- 41 v.Chr. : Marcus Antonius heeft een relatie met Cleopatra.
- 40 v.Chr. : Vrede van Brundisium. Het Romeinse Rijk wordt in drie verdeeld. Octavanius krijgt het westen, Marcus Antonius het oosten en Lepidus Africa.

### Midden Oosten
- 42 v.Chr. : Na de slag bij Philippi vlucht de medestander van Brutus en Cassius, Quintus Labienus, naar de Parthen.
- 40-38 v.Chr. : Inval in Syria. Samen met Pacorus I, zoon van de Parthische koning Orodes II, valt Labienus, Syria binnen en ze zetten Antigonus op de Judese troon.

## Innovatie
- 45 v.Chr. : Invoering van de Juliaanse kalender.

<< · 49 · 48 · 47 · 46 · 45 · 44 · 43 · 42 · 41 · 40 · >>
<< · 99-90 · 89-80 · 79-70 · 69-60 · 59-50 · 49-40 · 39-30 · 29-20 · 19-10 · 9-1 · >>